# 神戸石取祭
神戸石取祭（かんべいしどりまつり）は三重県鈴鹿市神戸地区で行われる祭り。正式名は神戸石取御神事である。

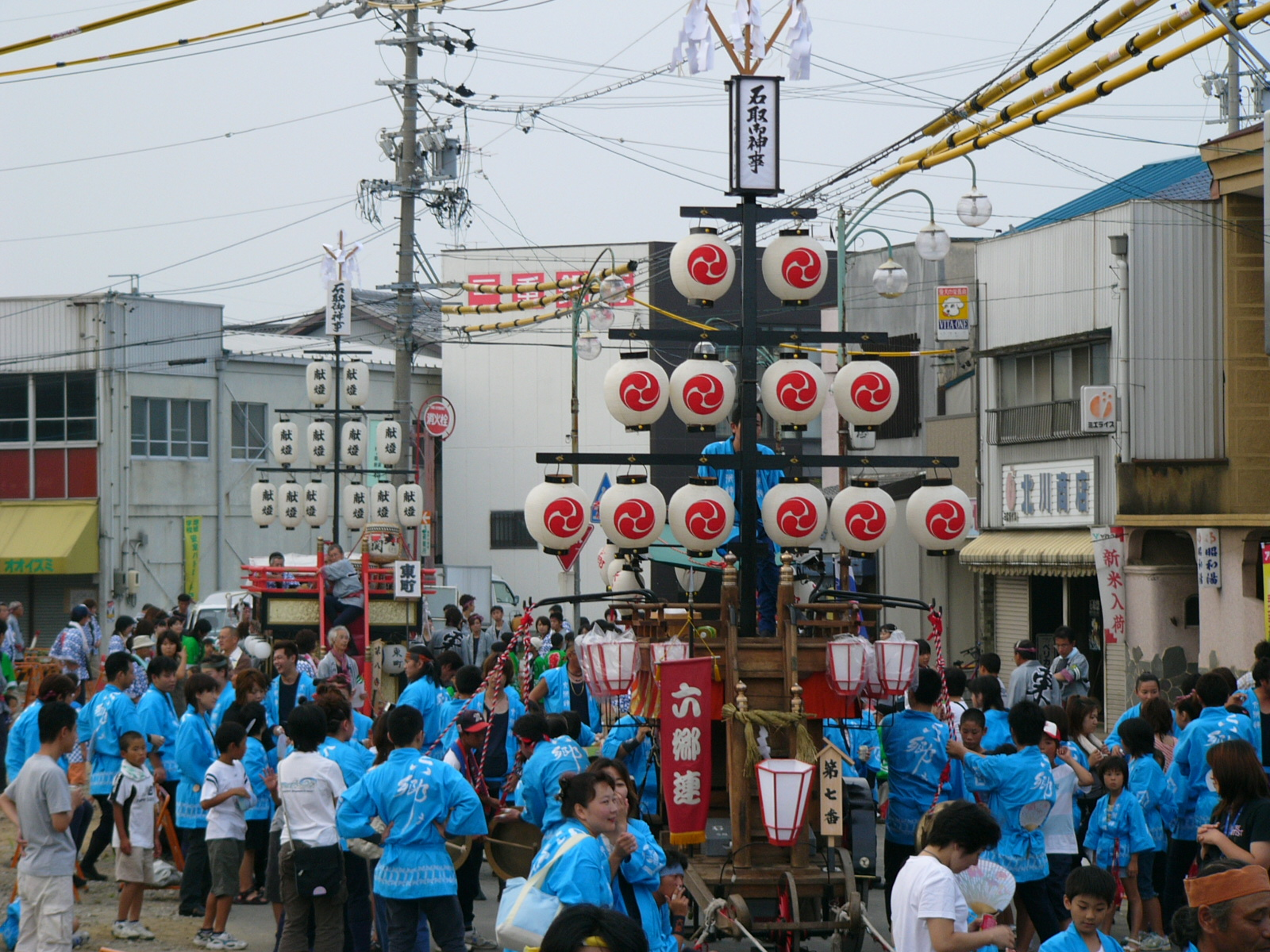
六郷連と旧東町祭車

## 概要
- 神戸宗社の神館飯野高市本多神社の祭。毎年7月最終の日曜日の前々日（金曜日）から日曜日深夜まで行われる。
- 金曜日は（叩き出し）であり、土曜日は試楽日であり、日曜日は本楽日である。
- 石取祭では桑名市の次ぐ規模の祭車8台である。
- 元々あった地元の夏祭りに、桑名より石取祭車を譲り受け合わさって 現在の形になった。

## 構成
常磐町（神戸8丁目・須賀3丁目）
1897年（明治30年）頃に同じ鈴鹿市神戸の北萱町・南萱町とともに石取祭りを始める。祭車は桑名小網町より譲り受けた祭車である。
北萱町（神戸2丁目・神戸8丁目）
1897年（明治30年）頃に同じ鈴鹿市神戸の常盤町・南萱町ととも祭車を譲り受け石取祭りを始める。祭車は桑名今一色北町（今北町）が1899年（嘉永2年）に建造した祭車（大工・佐藤市右衛門）である。祭車は、通称「喧嘩車」と呼ばれていたと伝わっている。石取祭車としては、石取祭車発生揺籃期（江戸時代後期）で今日にみる構造・様式（三輪御所車・前階段・後方太鼓掛・天幕・山形十二張）に統一されたものではなく、いろいろな形式が並存していた時期に建造した、古式石取祭車の部類に入る。その為、縁場板が無く、太鼓掛も無い。また、建造当時の桑名藩では幕府の「天保の改革」による影響で、祭車装飾の彫刻や螺鈿などが禁止され、簡素な形式の祭車が出現した時期であり、その一台がこの祭車である。幕末に製作された人形が飾られていたが、戦後は12張の提灯になった。近年、経年劣化により、祭車の安全性に問題がでており、2014年（平成26年）9月より「六郷連」新造祭車を手掛けた大工により祭車の修復・修繕が行われ、2015年（平成27年）3月に完成した。
南萱町（神戸2丁目・神戸8丁目）
1897年（明治30年）頃に同じ鈴鹿市神戸の常盤町・北萱町とともに石取祭りを始める。先代祭車は桑名萱町より譲り受けた祭車である。製作後170年以上経ていることから安全上の問題が浮上して、2011年（平成23年）に桑名市三之丸の大工により祭車を新造した。長さ約5メートル、幅1,5メートル、高さ約2,5メートル。鳳凰や麒麟などの彫刻を施してある。
六郷連（神戸2丁目の有志）
東石橋町から東石橋石取保存会を経て1991年（平成3年）に「六郷連」として発足した。祭車は四日市天ヶ須賀一組より譲り受けた祭車である。2013年（平成25年）に祭車を新造した。
東町（矢橋2丁目・矢橋3丁目）
1987年（昭和62年）に、祭りを始める。先代祭車は町内で制作された祭車を使用。2009年（平成21年）に祭車を新造した。
地子町（神戸3丁目・神戸4丁目・矢橋1丁目）
1927年（昭和2年）に、昭和天皇の即位を記念して祭りを始める。先代の祭車は三重県関町より購入及び改修したものを使用している。現在の祭車は1947年（昭和22年）に町内で制作したもの。
北十日市町（神戸2丁目）
1990年（平成2年）に三重郡川越町の天神町より、祭車を借り祭りを始める。1991年（平成3年）には桑名市の八坂町より、祭車を購入した。
北新町（神戸2丁目）
1992年（平成4年）に三重郡川越町の天神町より、祭車を借り祭りを始める。2002年（平成14年）に祭車を新造した。